# Borgo metropolitano di Sefton
Sefton è un distretto metropolitano del Regno Unito; si trova nella contea inglese del Merseyside ed è parte dell'autorità combinata della regione di Liverpool.

## Storia
Il distretto fu creato con il Local Government Act 1972, il 1º aprile 1974 dalla fusione dei precedenti county borough di Bootle e Southport con il borgo municipale di Crosby, i distretti urbani di Formby e Litherland e parte del distretto rurale del West Lancashire.

## Geografia
Il distretto è costituito da una striscia costiera sul Mare d'Irlanda e si estende da Bootle a sud fino a Southport a nord. Nel sud-est, si estende nell'entroterra di Maghull. Il distretto è delimitato da Liverpool a sud, Knowsley a sud-est e West Lancashire a est.

## Parrocchie civili
- Aintree Village
- Formby
- Hightown
- Ince Blundell
- Little Altcar
- Lydiate
- Maghull
- Melling
- Sefton

Parte di Netherton è stata unita a Sefton. È esistita anche la parrocchia di Thornton.

## Amministrazione

### Gemellaggi
- Danzica
- Fort Lauderdale
- Mons